# Fritz Fabian (Architekt)

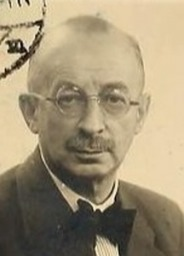
Fritz Fabian, um 1925

Fritz Fabian (* 2. April 1877 in Berlin; † 22. Dezember 1967 in Muralto, Schweiz) war ein deutscher Architekt und Maler. Sein Werk ist bis heute unzureichend erforscht.

## Leben

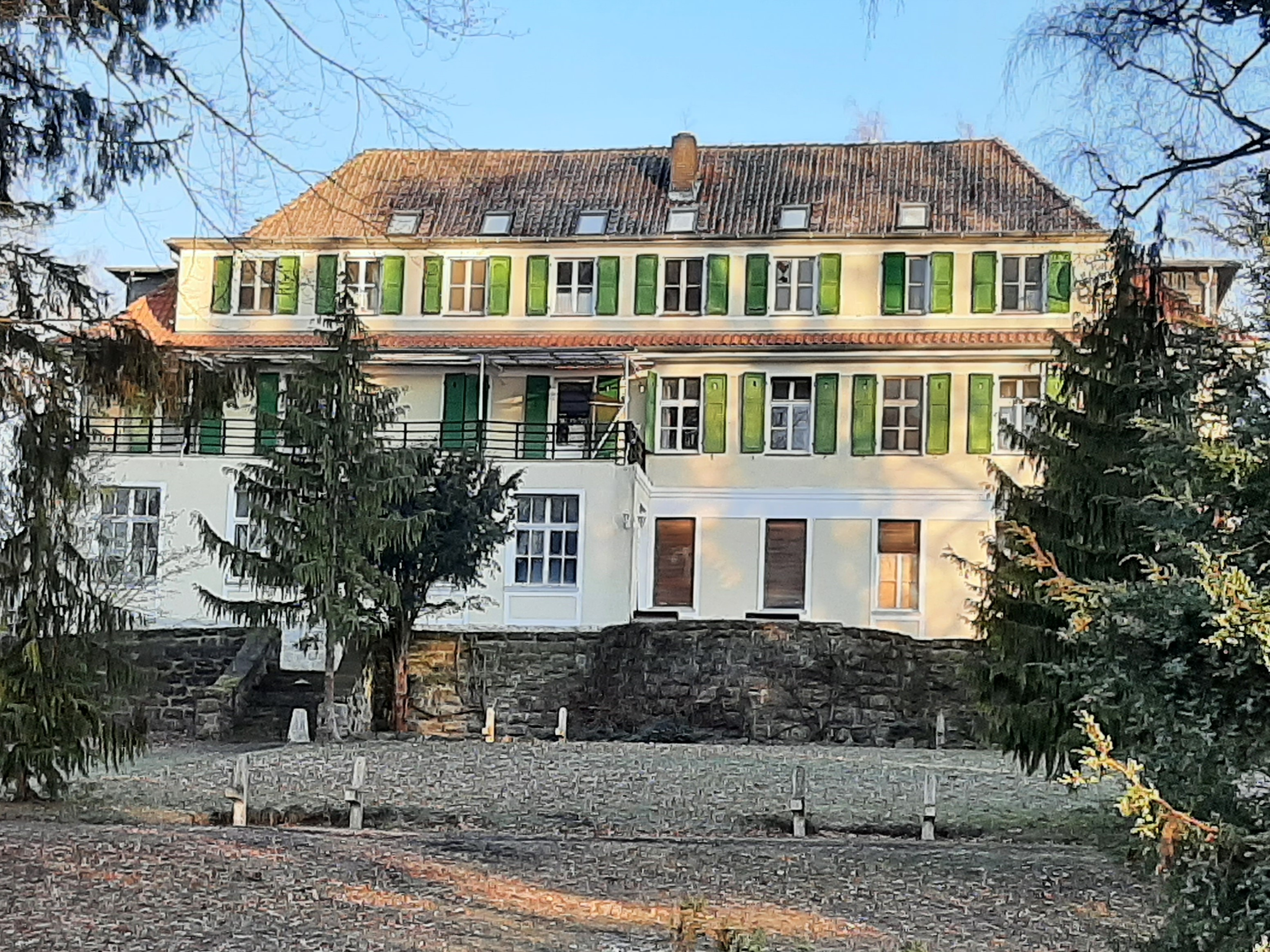
Villa Roßkam in Scherfede (Wiedemann, 2021)

Fritz Fabian wuchs als Sohn des Kaufmanns Wolf William Fabian und dessen Ehefrau Pauline Fabian geborene Lewy in Berlin als zweites von sechs Geschwistern auf. Nach der Schulzeit studierte er Architektur.
1922 baute er für den Textil-Unternehmer Albert Roßkamm in Scherfede, heute Ortsteil von Warburg, die herrschaftliche Villa Briloner Straße 102 im Stil der Reformarchitektur.
Während des Zweiten Weltkriegs wurde Fritz Fabian aufgrund seiner jüdischen Herkunft in das Konzentrationslager Theresienstadt deportiert. Dort fertigte er einige Aquarelle an und lernte seine spätere Frau, die Hamburgerin Lilli Helene Silberstein geborene Lehmann (1892–1981), kennen, deren erster Ehemann James Silberstein bereits 1931 gestorben war.
Nach ihrer Befreiung zogen Fritz und Lilli in die Schweiz nach Muralto im Tessin und heirateten dort 1947. Zehn Jahre später erlangte das Paar wieder die deutsche Staatsbürgerschaft, blieb aber in Muralto.

## Nachwirken
Ein Teil von Fabians Aquarellen wird im Leo Baeck Institut aufbewahrt. Sie sind wichtige Dokumente für die Zustände im damaligen KZ Theresienstadt.

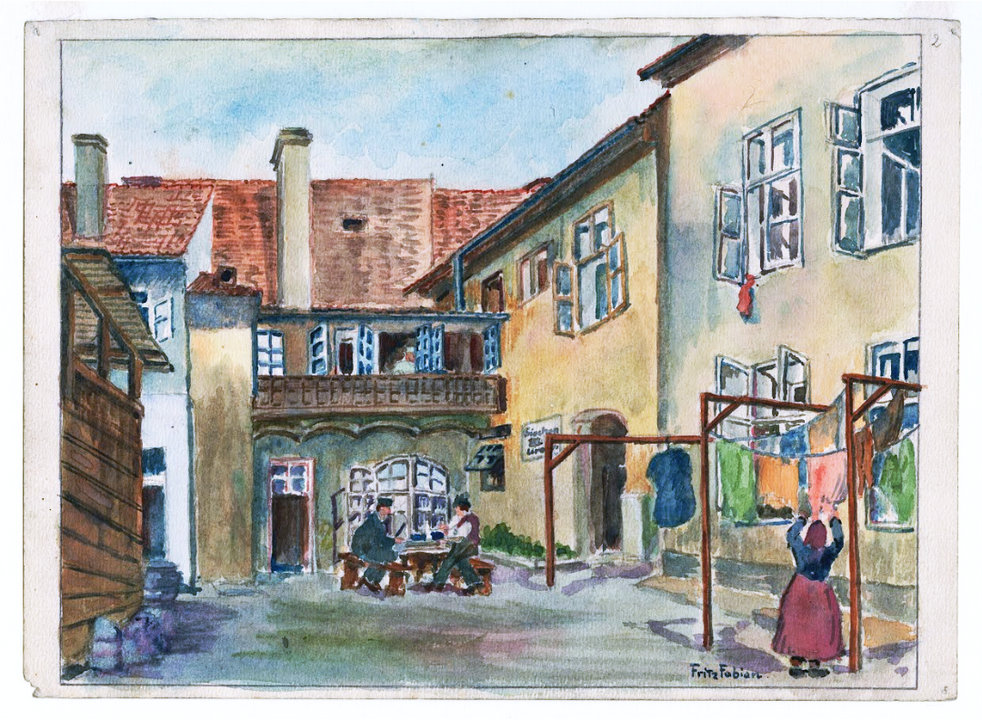
Hofsituation in Theresienstadt
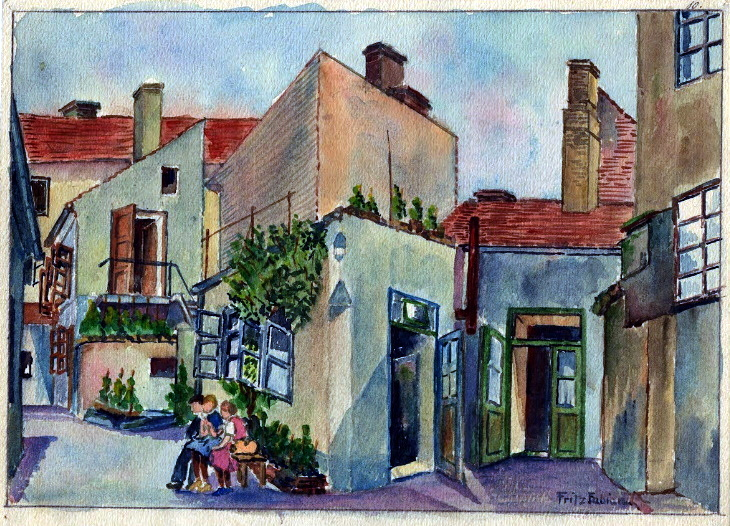
Gassen in Theresienstadt

Für das Haus Briloner Straße 102 leitete der Rat der Stadt Warburg am 9. März 2021 ein Eintragungsverfahren in die Denkmalliste ein.